# Arapaçu-de-bico-comprido
Trepa-troncos-de-bico-comprido ou arapaçu-de-bico-comprido (Nasica longirostris) é uma espécie de ave da subfamília Dendrocolaptinae. É a única espécie do género Nasica.
Pode ser encontrada nos seguintes países: Bolívia, Brasil, Colômbia, Equador, Guiana Francesa, Peru e Venezuela.
Os seus habitats naturais são: florestas subtropicais ou tropicais húmidas de baixa altitude e pântanos subtropicais ou tropicais.